# János Hári
János Hári, född 3 maj 1992 i Budapest, är en ungersk ishockeyforward som spelar för Düsseldorfer EG i DEL.